# An Nuqat al Khams
El districte d'An Nuqat al Khams (àrab: شعبية النقاط الخمس, xaʿbiyya an-Nuqāṭ al-Ḫams) és un dels actuals vint-i-dos districtes de Líbia. Es troba en el nord-oest libi i la seva capital és Zuwarah, té una població de 287.662 habitants.
L'any 2007, després que es creés el sistema Shabiyah per dividir políticament a Líbia, la municipalitat d'An Nuqat al Khams va esdevenir el districte actual i a més va perdre una mica del seu antic territori.
En el nord posseeix costes sobre el mar Mediterrani i, a més, posseeix fronteres amb la Governació de Médenine, pertanyent a Tunísia.